# Vidayanes
Vidayanes es una localidad y municipio español de la provincia de Zamora, en la comunidad autónoma de Castilla y León.
La totalidad de su término municipal se integra dentro de la ZEPA Penillanuras-Campos Sur.

## Topónimo
El nombre de Vidayanes es, a juicio de Riesco Chueca, de origen personal. Así, aparece registrado como Vidoyañez en el siglo XVI. No obstante, las citas anteriores son diversas: Uidaianez y Vidaianes (en el año 1182 en documentación del Monasterio de Moreruela), Uidaianes (1184 en el de Sahagún), Vidaianes, Vidagenos, «villa que es entre Castrogonçalo y la Lamprea» (1139 en documentos de la Orden de San Juan), Vidalenes (1151), Uidallanes (1155 en documentación de Eslonza), Uidaianes (1182), Vidoyanez, Vidallanes o Videianes (1223 y 1310 en documentación catedralicia de Astorga), Vidaianes, Vidallanes (1233, Orden de San Juan). «Vidallanes [también Vidalanes], que est in territorio de Lampreana et inter Fortugnolla et Villanova» (1128 Orden de San Juan), Carreuidaianes [= camino a Uidaianes], paraje en Revellinos (1458 en documentación del monasterio de Villalobos). En Astorga: villa de Veiga et Vidalianes.
También hay una serie de apellidos toponímicos relacionados con este nombre. Así, en documentación del Priorato de San Marcos de León se recoge Pelagius de Uilladanes = Pelagius Uidamanes (1206, 1207), Petro Uidaianes (1221). También, en una cita en gallego del monasterio de Sobrado, la interesante forma Uidalais (1199). 
Así, Riesco Chueca propone una forma genitiva (villa), sobre el antropónimo Vitalianus, desarrollo del muy frecuente nombre personal Vitalis. Se trata de una palatalización de l ante yod, que daría una lateral [ll], pero que a diferencia de la evolución posterior en castellano a fricativa prepalatal sonora, reajustada luego como velar /x/ (Āliu > ajo, folia > foja, palea > paja, muliere > mujer), se asimilaría, en el sistema consonántico leonés, a una palatal central. Existen precedentes onomásticos recogidos en la documentación de la Catedral de León: Junto al Esla, un testigo Uitalianus, presbyter (941); Bitaliano (986); También en la zona de Santiago una uillam Uitaliani (899). Un Vitalian Cebrianez personero del Arzobispo de Tarragona, en la Historia de España de Alfonso X (ca. 1270). Vitalia, nombre de mujer (en los archivos catedralicio de León y monástico de Sahagún de los años 908 y 954 respectivamente). En Asturias, un topónimo Vidayán sería del mismo origen, y quizás también lo sean las aldeas de Vidalén (Montederramo, Orense) o Vidallón (en Folgoso do Courel, Lugo), siendo esta última probablemente la aldea documentada Uitalion documentada en el año 1002.

## Historia
Aunque la presencia humana en la zona está íntimamente ligada a la explotación que los romanos hicieron de la sal, no está documentada la existencia de Vidayanes hasta el proceso repoblador llevado a cabo por los reyes de León en la Edad Media, cuando fue repoblada la localidad, que en el siglo XII aparece documentada indistintamente como Vidaianes, Vidagenos, Uidaianes, Uidallanes, Vidalenes, Uidaianes o Vidallanes.
El lugar perteneció inicialmente a la encomienda de Benavente de la Orden de San Juan, a la cual fue cedida por el rey Fernando II de León en el año 1174. No obstante, posteriormente Vidayanes fue integrado en el alfoz de Villafáfila, tal y como se atestigua en 1310, cuando se recoge la dependencia de Vidayanes del "Cillero de Villafáfila".
Ya en el siglo XIX, la división territorial de España en 1833 encuadró a Vidayanes en la provincia de Zamora, dentro de la Región Leonesa, la cual, como todas las regiones españolas de la época, carecía de competencias administrativas. Tras la constitución de 1978, este municipio pasó a formar parte en 1983 de la comunidad autónoma de Castilla y León, en tanto que pertenecían a la provincia de Zamora.

## Geografía humana

### Demografía
Cuenta con una población de 76 habitantes (INE 2024).
| Gráfica de evolución demográfica de Vidayanes entre 1842 y 2021                                                       |
| |
| Población de derecho según los censos de población del INE. Población de hecho según los censos de población del INE. |

## Monumentos

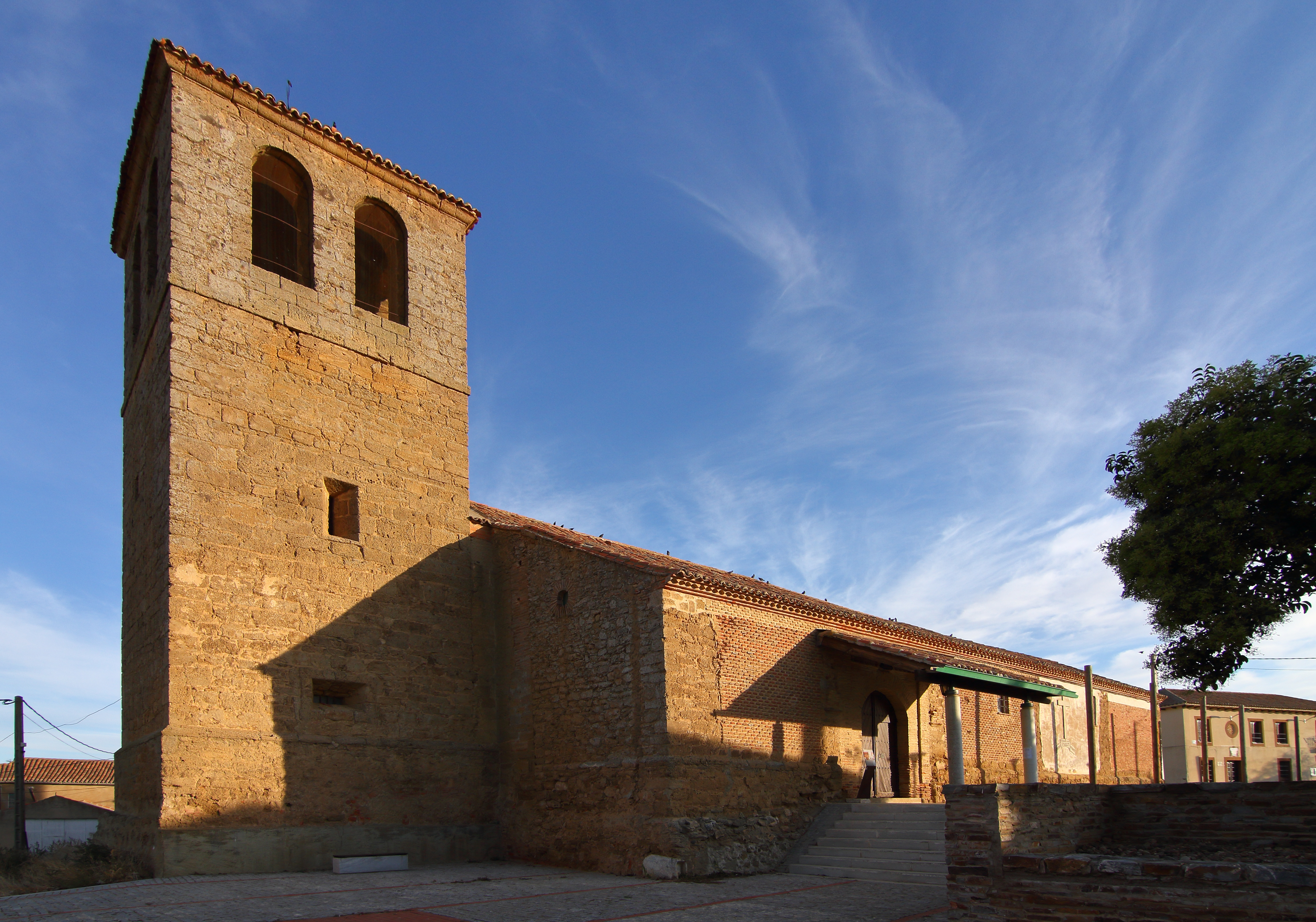
Iglesia de San Juan Bautista

- Horno de los VegasIglesia de San Juan BautistaIglesia de San Juan Bautista. Construida en el siglo XII en estilo románico. Llama la atención su robusta torre y en lo alto de la puerta se puede ver un escudo de la Orden de San Juan, a la cual fue cedida la localidad en el año 1174 por Fernando II de León. El templo contiene indudables elementos de interés, como el espléndido artesonado de la nave principal, y una armadura ochavada que combina rasgos mudéjares e influencias renacentistas (siglo XVI). En el testero se descubre el escudo de armas del bailío de la Orden Fray Pedro de Cárdenas (siglo XVI). Destaca también el arco triunfal apuntado, cubierto totalmente de unas elaboradas pinturas murales, descubiertas al retirarse las numerosas capas de cal que las cubrían.

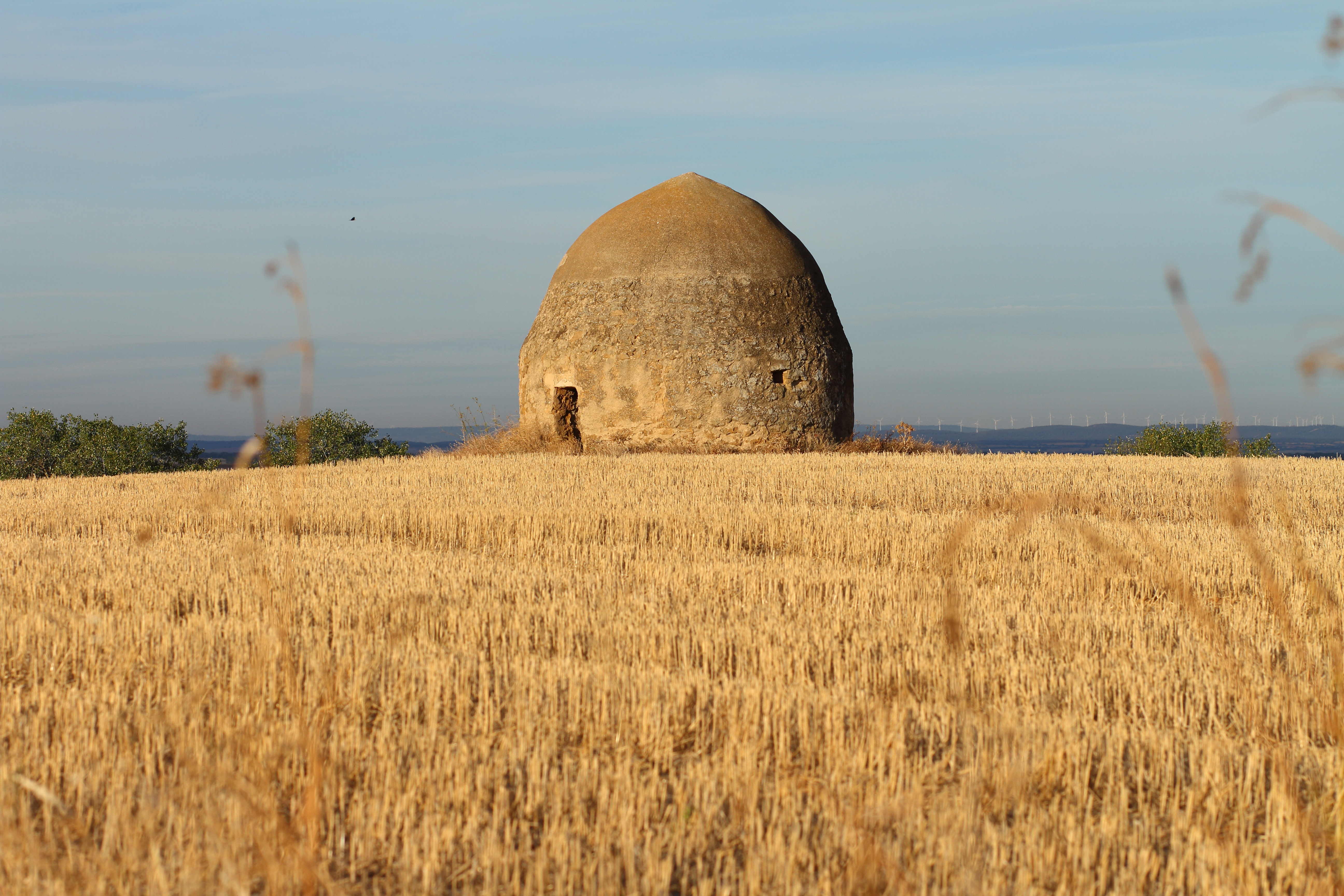
Horno de los Vegas

- Palomares. Se levantan aislados en los alrededores de la localidad en gran número, habiéndolos de diferentes formas, destacando entre todos ellos uno rectangular por la fantasía de sus cresterías caladas y de sus remates.
- Horno de los Vegas. Se encuentra semioculto en la solana de unas redondeadas lomas, tratándose de una construcción de forma cupular, construido con tapial y ladrillo, con planta circular cubierta con una llamativa cúpula.

## Fiestas
La celebración principal de este pueblo es San Juan, que también es su patrón. Esta fiesta se conmemora el 24 de junio.